# Stanfordova univerzita

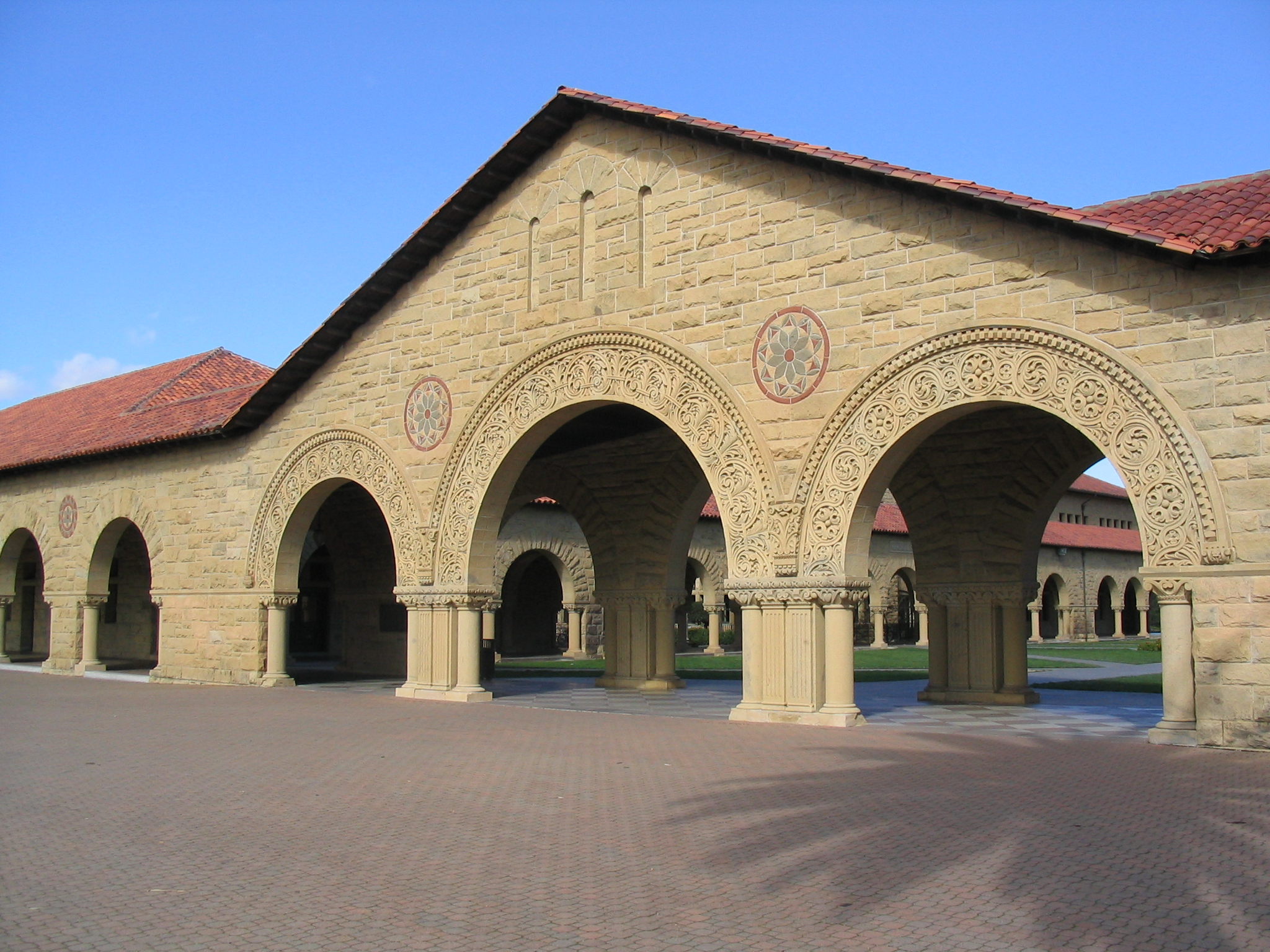
Prostor před kostelem

Stanfordova univerzita (anglicky Stanford University), plným jménem Leland Stanford Junior University, je americká soukromá univerzita ve Stanfordu nedaleko Palo Alto v Kalifornii v srdci Silicon Valley. Založil ji v roce 1891 kalifornský guvernér Leland Stanford a pojmenoval ji po svém stejnojmenném synovi, který v roce 1884 zemřel ve věku 15 let na břišní tyfus.
Z projektů na škole vyšlo mnoho úspěšných počítačových firem dneška, mezi jinými Google a Cisco Systems.

## Významní absolventi
- Avišaj Braverman – izraelský ministr
- Michael Cunningham – spisovatel, nositel Pulitzerovy ceny
- Michael Fincke – americký astronaut
- Owen Garriott – astronaut
- Tom Harrell – jazzový trumpetista a skladatel
- Herbert Hoover – prezident USA
- Alejandro Toledo – prezident Peru
- Ehud Barak – premiér Izraele
- Taró Asó – bývalý premiér Japonska
- Filip Belgický – belgický král
- Sigourney Weaver – herečka
- Lou Hooverová – bývalá první dáma USA, 1. Američanka, která získala absolutorium z geologie
- Mae Jemisonová – americká astronautka
- Bruce McCandless – americký kosmonaut
- Steven Lee Smith – americký astronaut
- Sally Rideová – první americká kosmonautka
- C. Kumar N. Patel – vynálezce CO2 laseru
- Serj Tankian – arménsko-americký zpěvák, skladatel, básník, aktivista a multiinstrumentalista
- John Steinbeck – americký spisovatel, nositel Pulitzerovy ceny a Nobelovy ceny
- Patrick McEnroe – bývalý profesionální americký tenista
- Kelley O'Hara – americká fotbalistka
- Larry Page – americký businessman, spoluzakladatel společnosti Google